# ستانلي كين
ستانلي كين (بالإنجليزية: Stanley Caine)‏ هو ممثل بريطاني، ولد في 11 فبراير 1936 في لندن في المملكة المتحدة، وتوفي في 13 يناير 2013 في Ruislip ‏ في المملكة المتحدة.

## وصلات خارجية
- ستانلي كين على موقع IMDb (الإنجليزية)
- ستانلي كين على موقع قاعدة بيانات الفيلم (الإنجليزية)